# Humniska
Humniska is een plaats in het Poolse district  Brzozowski, woiwodschap Subkarpaten. De plaats maakt deel uit van de gemeente Brzozów en telt 4300 inwoners.